# Ebersbach (Döbeln)
Ebersbach – dzielnica miasta Döbeln w Niemczech, w kraju związkowym Saksonia, w okręgu administracyjnym Chemnitz, w powiecie Mittelsachsen. Do 30 czerwca 2011 była to gmina.